# Gravissimum Educationis
Gravissimum Educationis è una dichiarazione del Concilio Vaticano II "sull'educazione cristiana". Venne approvato dai vescovi riuniti in Concilio e fu promulgato dal papa Paolo VI il 28 ottobre 1965.
Come spesso succede nei documenti della Chiesa cattolica, anche in questo caso il titolo del decreto deriva dalle prime parole del testo in latino (Gravissimum Educationis appunto, in italiano Fondamentale educazione).
Per rilanciarne l'insegnamento, aggiornandolo alle sfide di oggi, nel 2015 Papa Francesco ha creato la Fondazione Gravissimum Educationis – Cultura per l’Educazione.

## FondazioneGravissimum Educationis - Cultura per l'Educazione
Con Chirografo del 28 ottobre 2015, a 50 anni dalla promulgazione della dichiarazione Gravissimum Educationis, papa Francesco ha istituito la Fondazione Gravissimum Educationis - Cultura per l'Educazione, per perseguire finalità scientifiche e culturali volte a promuovere l’educazione cattolica nel mondo.
La Fondazione è oggi impegnata negli ambiti dell’educazione e della cultura, a sostegno della formazione integrale della persona umana e della fraterna convivenza. Realizza e sostiene progetti significativi, attività di formazione e ricerca, nel mondo e in dialogo con tutti, anche attraverso la rete educativa cattolica. Fra le priorità della Fondazione vi sono: promuovere progetti volti a realizzare e consolidare rapporti di collaborazione tra enti e istituzioni attivi nel settore educativo; promuovere progetti ed eventi culturali volti a favorire, anche in ambito educativo, la riflessione su temi chiave del dibattito contemporaneo e il dialogo tra arti, culture e fede; dare attuazione a progetti e iniziative correlati al Global Compact on Education.
La Fondazione è ente strumentale e partecipa alla missione del Dicastero per la Cultura e l’Educazione, ministero della Santa Sede che custodisce e promuove il patrimonio culturale ed educativo della Chiesa cattolica.
La Fondazione è retta da un Consiglio di Amministrazione presieduto dal Cardinale José Tolentino de Mendonça. Segretario Generale è Mons. Davide Milani, Tesoriere il Dott. Paolo Buzzonetti.